# 松平乗保
松平 乗保（まつだいら のりやす）は、江戸時代中期から後期にかけての大名・老中。美濃国岩村藩主。乗政流大給松平家5代。官位は従四位下・侍従。

## 略歴
寛延2年12月11日（1750年1月18日）、丹波国福知山藩5代藩主・朽木玄綱の八男として生まれた。
岩村藩主・松平乗薀の長男の乗国、次男の乗遠がいずれも早世し、三男の熊蔵（後の林述斎）は幼くかつ病弱であったため、また朽木玄綱が初代藩主・乗紀の息子であったことから、明和7年12月（1771年）、乗薀の養子に迎えられた。
明和8年（1771年）3月、将軍徳川家治に御目見した。12月には従五位下・河内守に叙任された。
安永2年（1773年）4月、松平康福の娘と婚姻した。
天明元年（1781年）4月、乗薀の隠居により家督を相続し、岩村藩主となった。
天明2年（1782年）大坂加番に任じられた。
天明3年（1783年）能登守に改めた。
天明4年（1784年）5月、奏者番に就任した。
天明6年（1786年）11月、日光山御名代を勤めた。
寛政10年（1798年）7月24日、西丸若年寄に就任した。
文化元年（1804年）8月、本丸若年寄に就任した。
文化3年（1806年）10月、大坂城代に就任し、位階が従四位下に昇格した。
文化7年（1810年）6月、西丸老中に就任し、大坂城から江戸城に移り、侍従となった。
文政9年（1826年）に在職のまま死去した。享年78。
長男の乗友が早世していたため、次男の乗美が家督を相続した。